# Russisch-Tadschikische (Slawische) Universität
Die Russisch-Tadschikische (Slawische) Universität (tadschikisch Донишгоҳи славянии Русияву Тоҷикистон, russisch Российско-таджикский (славянский) университет Rossijsko-Tadschikski (Slawjanski) Uniwersitet, kurz RTSU) ist eine Hochschule in Duschanbe, Tadschikistan.

## Geschichte
Die Universität ist eine staatliche Hochschule, die 1996 auf der Basis eines 1993 zwischen der Russischen Föderation und der Republik Tadschikistan unterzeichneten Abkommens über Freundschaft, Zusammenarbeit und gegenseitige Hilfeleistung gegründet wurde. Die heutige Universität bietet Ausbildungen in fünf Fakultäten an. Derzeitiger Rektor ist Nuralij Solehow (tadschikisch Нуралӣ Солеҳов).

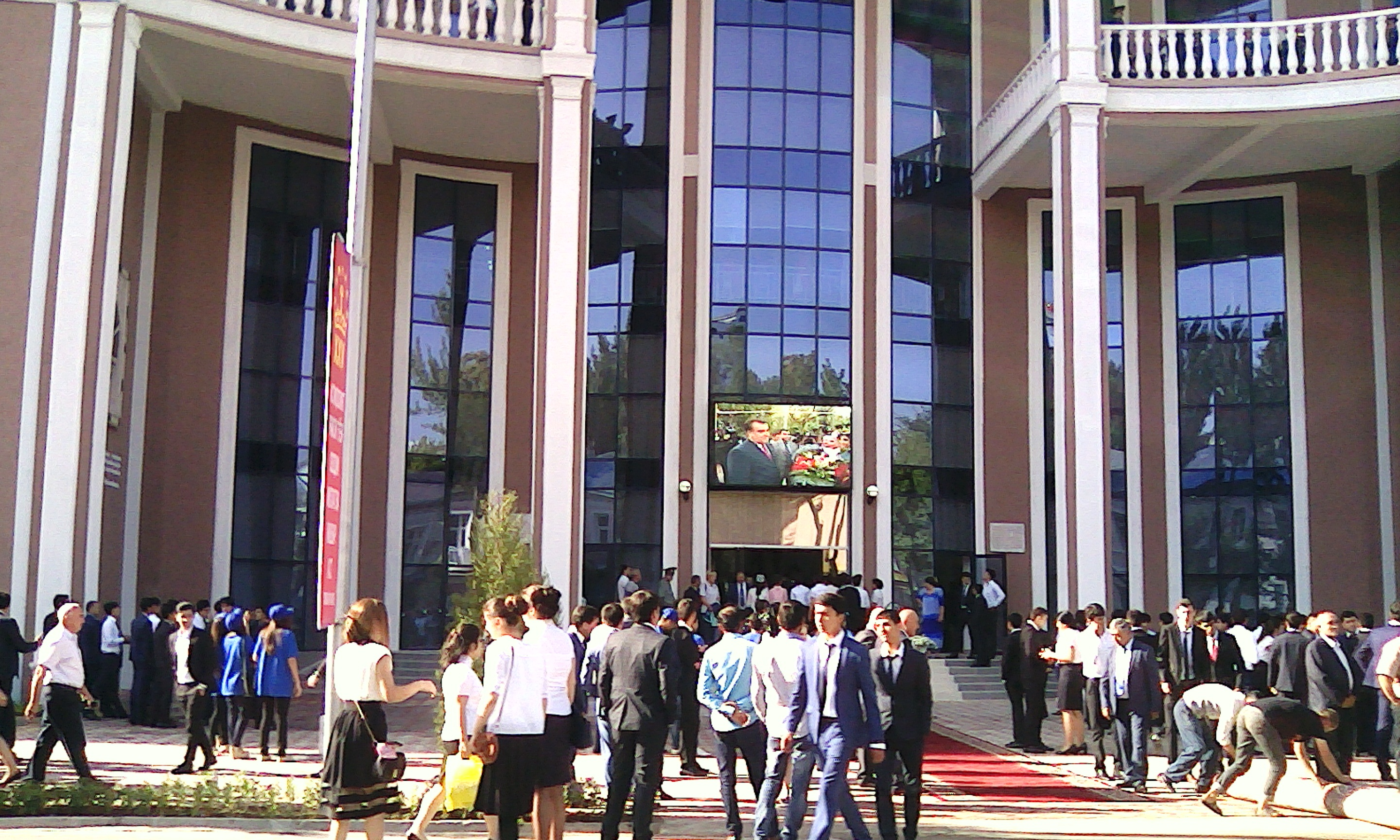
Das Gebäude der Universität

## Bekannte Professoren und Absolventen
- Schuhrat Sadijew (* 1954), tadschikischer Historiker
- Tahmina Nijosowa (* 1989), tadschikische Popsängerin